# Stephan Hocke
Stephan Hocke, född 20 oktober 1983 i Suhl, Thüringen, i dåvarande Östtyskland (DDR) (nuvarande Tyskland), är en tysk backhoppare som tävlar för WSV Schmiedefeld. Hans hittills största merit är en olympisk guldmedalj i laghoppning.

## Karriär
Stephan Hocke började med nordisk kombination. Hans far var tränare för Tyska Skidförbundet (tyska: Deutscher Skiverband, DSV) i kombinationen. Hocke gick som 14-årig utövare över till backhoppning. 
Hocke debuterade i Världscupen i backhoppning 23 november 2001. Veckan efter var han på prispallen i världscupen för första gången i deltävlingen i Hochfirstbacken där han blev nummer 3. Två veckor senare tog han sin första (och hittills enda) delseger i världscupen. Segern kom i Engelberg i Schweiz. Stephan Hocke har 10 säsonger i världscupen. Bästa säsongen var den första (2001/2002) där han blev nummer 9 totalt.
I Kontinentalcupen i backhoppning har Stephan Hocke åtta delsegrar. Den första kom 18 augusti 2001 i Marikollen i Rælingen i Norge, och den hittills sista kom i Vikersundbacken i Norge 12 december 2010.
I Hockes första säsong i tysk-österrikiska backhopparveckan 2001/2002 blev han nummer 9 i deltävlingen i Bergiselschanze i Innsbruck. Sammanlagt i backhopparveckan blev han nummer 10. Det är hittills hans bästa resultat i backhopparveckan. 
Under Olympiska vinterspelen 2002 i Salt Lake City fick Stephan Hocke sin hittills största idrottsliga framgång. Han vann lagtävlingen i den tätaste backhoppstävlingen någonsin i OS-sammanhang. Tyska laget, Sven Hannawald, Stephan Hocke, Michael Uhrmann och Martin Schmitt vann guldet med minsta möjliga marginal (0,1 poäng) före Finland (Matti Hautamäki, Veli-Matti Lindström, Risto Jussilainen och Janne Ahonen. Slovenien tog bronset 27,8 poäng efter segrarna. Hocke kom på tolfte plats i stora backen.
Stephan Hocke debuterade i Skid-VM i Sapporo i Japan 2007. Han blev nummer 28 i normalbacken och nummer 32 i stora backen. I lagtävlingen blev han och lagkompisarna nummer 8. I Skid-VM i Liberec 2009 gick det lite bättre för Hocke. Han blev nummer 19 i normalbacken och nummer 12 i stora backen. I lagtävling blev tyska laget nummer 10.
Hocke hade sin bästa säsong i världscupen i skidflygning 2008/2009 då han blev nummer 51 totalt. I Sommar-Grand-Prix var han som bäst 2002. Han slutade på 17:e plats sammanlagt. Stephan Hocke blev tysk mästare individuellt och i laghopp 2007 i Winterberg. Han har dessutom tre silvermedaljer och en bronsmedalj från tyska mästerskap i laghopp.

## Skador
Stephan Hocke pådrog sig svåra skador bland annat i ett träningshopp i Bergiselschanze i Innsbruck augusti 2003 där han föll och frakturerade flera bröstkotor. I et träningshopp i Ramsau am Dachstein november 2006 bröt han vänstra nyckelbenet.